# جوی برایانت
جوی برایانت (انگلیسی: Joy Bryant؛ زادهٔ ۱۸ اکتبر ۱۹۷۴) یک هنرپیشه اهل ایالات متحده آمریکا است. وی از سال ۲۰۰۱ میلادی تاکنون مشغول فعالیت بوده‌است.

## بخشی از فیلمشناسی
از فیلم‌ها یا برنامه‌های تلویزیونی که وی در آن نقش داشته‌است می‌توان به آثار زیر اشاره کرد.
- وقت نمایش (فیلم) (۲۰۰۲)
- آنتوان فیشر (فیلم) (۲۰۰۲)
- هانی (فیلم) (۲۰۰۳)
- مرد عنکبوتی ۲ (۲۰۰۴)
- پناهگاه (۲۰۰۴)
- سه‌راه (۲۰۰۴)
- شاه‌کلید (فیلم) (۲۰۰۵)
- لندن (فیلم ۲۰۰۵) (۲۰۰۵)
- بابی (فیلم ۲۰۰۶) (۲۰۰۶)
- جشن شکار (فیلم ۲۰۰۷) (۲۰۰۷)
- بخش فوریت‌های پزشکی (مجموعه تلویزیونی) (۲۰۰۳–۰۴)
- دارودسته (مجموعه تلویزیونی) (۲۰۰۸)
- بزن و فرار کن (۲۰۱۲)
- دختران (مجموعه تلویزیونی آمریکایی) (۲۰۱۷)
- فوتبالیست‌ها (مجموعه تلویزیونی) (۲۰۱۸)